# Wikariat apostolski Napo
Wikariat Apostolski Napo (łac. Apostolicus Vicariatus Napensis) (hiszp. Vicariato apostólico de Napo) – wikariat apostolski Kościoła rzymskokatolickiego w Ekwadorze. Jest podległy bezpośrednio pod Stolicę Apostolską. Został powołany 7 lutego 1871 roku.

## Administratorzy
- Emilio Cecco C.S.I 1931 – 1937
- Giorgio Rossi C.S.I 1938 – 1941
- Maximiliano Spiller C.S.I 1941 – 1978
- Julio Parise Loro C.S.I. 1978 – 1996
- Paolo Mietto C.S.I. 1996 – 2010
- Celmo Lazzari C.S.I. 2010 – 2013
- Adelio Pasqualotto C.S.I. 2015 – 2023
- Celmo Lazzari C.S.I. 2024 – nadal